# توفیق سکندری
توفیق سکندری متولد ۲ آپریل ۱۹۹۹ و بازیکن فوتبال اهل افغانستان میباشد. اولین مسابقه او تیم ملی فوتبال افغانستان به عنوان کاپیتان مقابل تیم ملی فوتبال قرقیزستان بود.
اولین مسابقه توفیق سکندری برای باشگاه انگلیسی اف سی ویندسور بود. در حال حاضر توفیق برای باشگاه بی ۳۶ تورشاون در یک لیگ انگلیسی بازی می کند.